# Красная гвардия (Венгрия)
Кра́сная гва́рдия (венг. Vörös Őrség) — правоохранительная организация Венгерской советской республики. Она была создана на основании декрета от 26 марта 1919 года и взяла на себя функции жандармерии, полиции, пограничной службы и финансовой инспекции. Руководителем был назначен Матьяш Ракоши. Красная гвардия состояла не только из демобилизованных солдат и преданных своему делу рабочих-коммунистов, но также бывших сотрудников полиции и жандармерии. Использовалась правительством для укрепления диктатуры пролетариата, подавления крестьянских восстаний, восстания Академии Людовики и проведении политики красного террора. Некоторые отряды Красной гвардии влились в Красную Армию.
После падения Венгерской советской республики многие венгерские красногвардейцы погибли во время белого террора или бежали в Советскую Россию, где продолжили сражаться на фронтах гражданской войны.